# Joachim Wtewael
Joachim Wtewael (Utrecht, 1566 - aldaar, 1 augustus 1638) was een Nederlands kunstschilder, wiens werk tot het maniërisme wordt gerekend.

## Leven
Wtewael (spreek uit: Utewaal) was de zoon van de glasschilder Anthonisz Jansz. te Utrecht. Hij kreeg schilderles van zijn vader en van Joos de Beer. Rond 1586 maakte Wtewael een studiereis naar Italië. In Padua trad hij in dienst van de bisschop van Saint-Malo, met wie hij in 1588 naar Frankrijk trok. Rond 1591 was hij terug in Utrecht, waar hij lid werd van het gilde en een studio opzette. Hoewel hij belangrijke schildersopdrachten ontving, verwierf hij waarschijnlijk zijn meeste inkomsten uit zijn activiteiten als handelaar in vlas. Hij was een contraremonstrant en behoorde, net als zijn stad- en generatiegenoot Paulus Moreelse, tot de aanzienlijke Utrechters. In 1630 werd hij tot lid van de vroedschap van Utrecht gekozen. Na zijn dood werd hij in de Buurkerk begraven. Zijn zoon Peter (1596-1660) was ook schilder, maar zette na de dood van zijn vader vooral diens vlashandel voort.

## Werk
Joachim Wtewael schilderde voornamelijk historiestukken: Bijbelse en mythologische voorstellingen in een verfijnde maniëristische stijl. Opvallend zijn zijn gedetailleerde schilderijtjes op klein formaat, soms geschilderd op koper, met vaak een sterk erotisch karakter. De lichamen vallen op door hun parelmoer-achtige glans en ingewikkelde poses. In tegenstelling tot zijn stadgenoot Abraham Bloemaert, die aanvankelijk in een verwante stijl schilderde, bleef Wtewael het maniërisme trouw. Wtewael wordt tegenwoordig beschouwd als een van de voornaamste vertegenwoordigers van die stroming in Nederland. Hij schilderde ook keukenscènes in navolging van Pieter Aertsen en enkele portretten. Schilderijen van zijn hand bevinden zich in musea over de hele wereld. In Nederland bevinden zich diverse voorbeelden van zijn werk in het Centraal Museum in Utrecht en het Mauritshuis in Den Haag. De op koper geschilderde De bruiloft van Cupido en Psyche werd in 2019 voor bijna zes miljoen dollar (ruim 5,2 miljoen euro) aangeschaft door het Centraal Museum.
Wtewael ontwierp voor de Goudse Sint-Janskerk een van de gebrandschilderde glazen en wel het zogenaamde Statenglas, dat in 1596 werd vervaardigd in opdracht van de Staten van Holland. Het glas is getiteld De vrijheid van consciëntie. Het is het eerste glas, dat na de reformatie in de kerk werd geplaatst. Hij heeft ook de ontwerpen gemaakt van een twaalftal ramen met De geschiedenis van de Nederlanden vanaf de jaren 1550 tot 1609 voor het stadhuis van Woerden. Deze ramen zijn echter verloren gegaan. Voor deze ontwerpen ontving Wtewael duizend gulden van de Staten-Generaal.
Zijn zelfportret en andere familieportretten kwamen door vererving via onder anderen zijn kleindochter Aletta Pater (1641-1725), die in 1663 trouwde met Jacob Martens (1636-1693), in bezit van de familie Martens. Een telg van dat geslacht, jhr. Constant Martens (1889-1972) legateerde onder andere die portretten aan het Centraal Museum. Die familiestukken, inclusief de meubelstukken, waren in 2015 te zien in Utrecht in een aan hem gewijde solotentoonstelling, getiteld Liefde & Lust, waarbij een gelijknamige catalogus verscheen.

## Zie ook

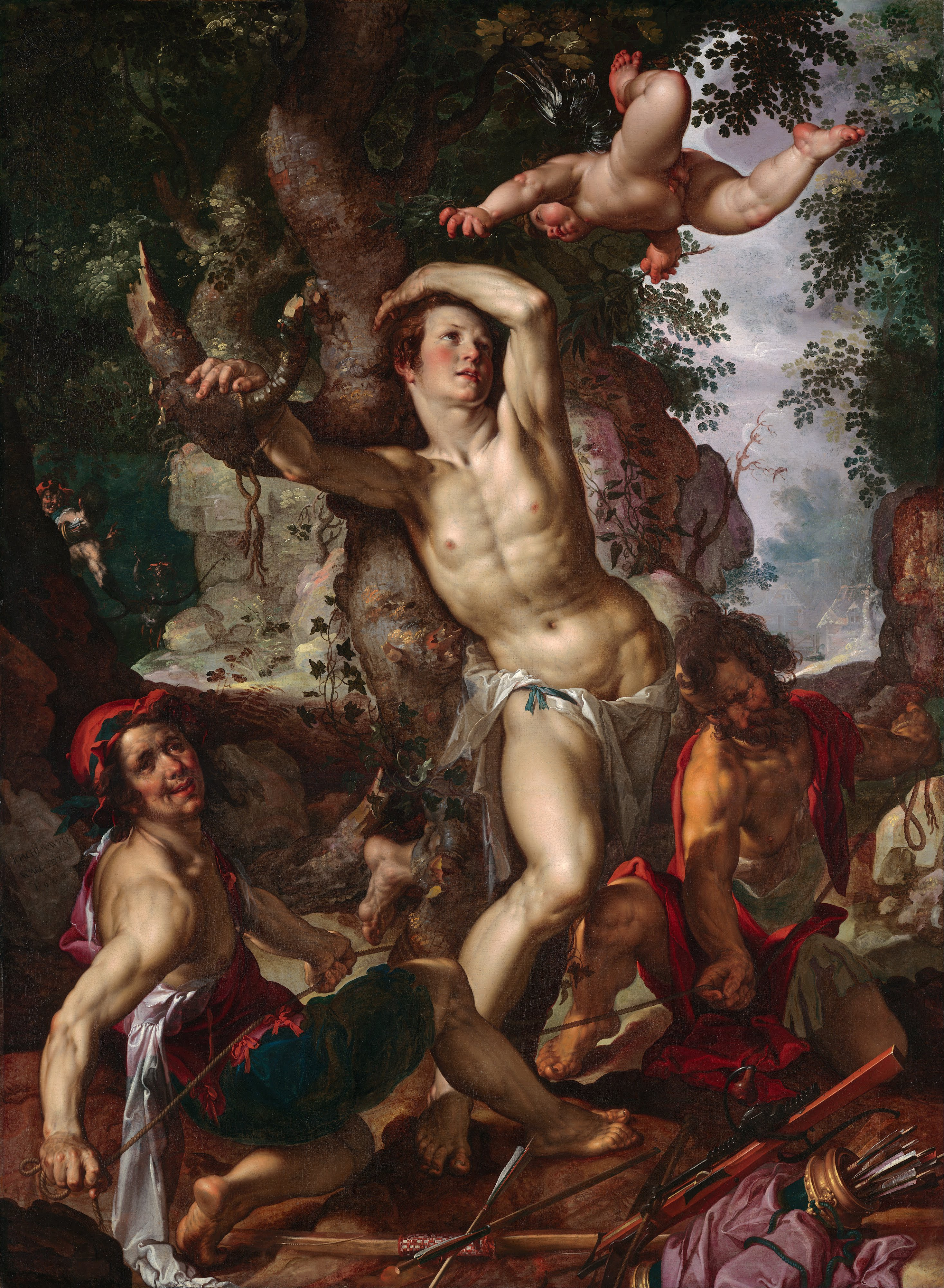
Het martelaarschap van De Heilige Sebastiaan, 1600, Nelson-Atkins Museum of Art, Kansas City, Missouri
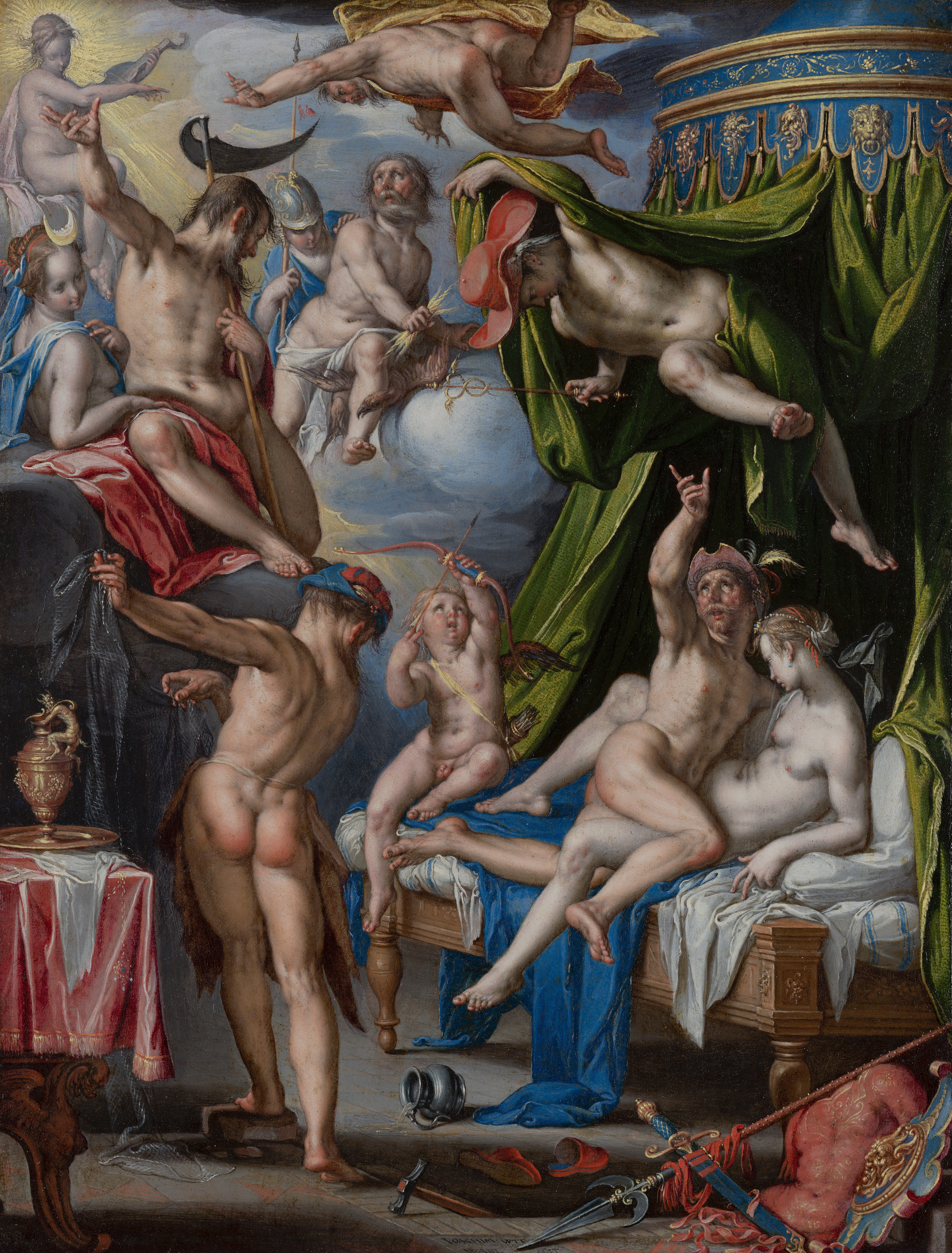
Venus en Mars verrast door Vulcanus, 1601, Mauritshuis, Den Haag
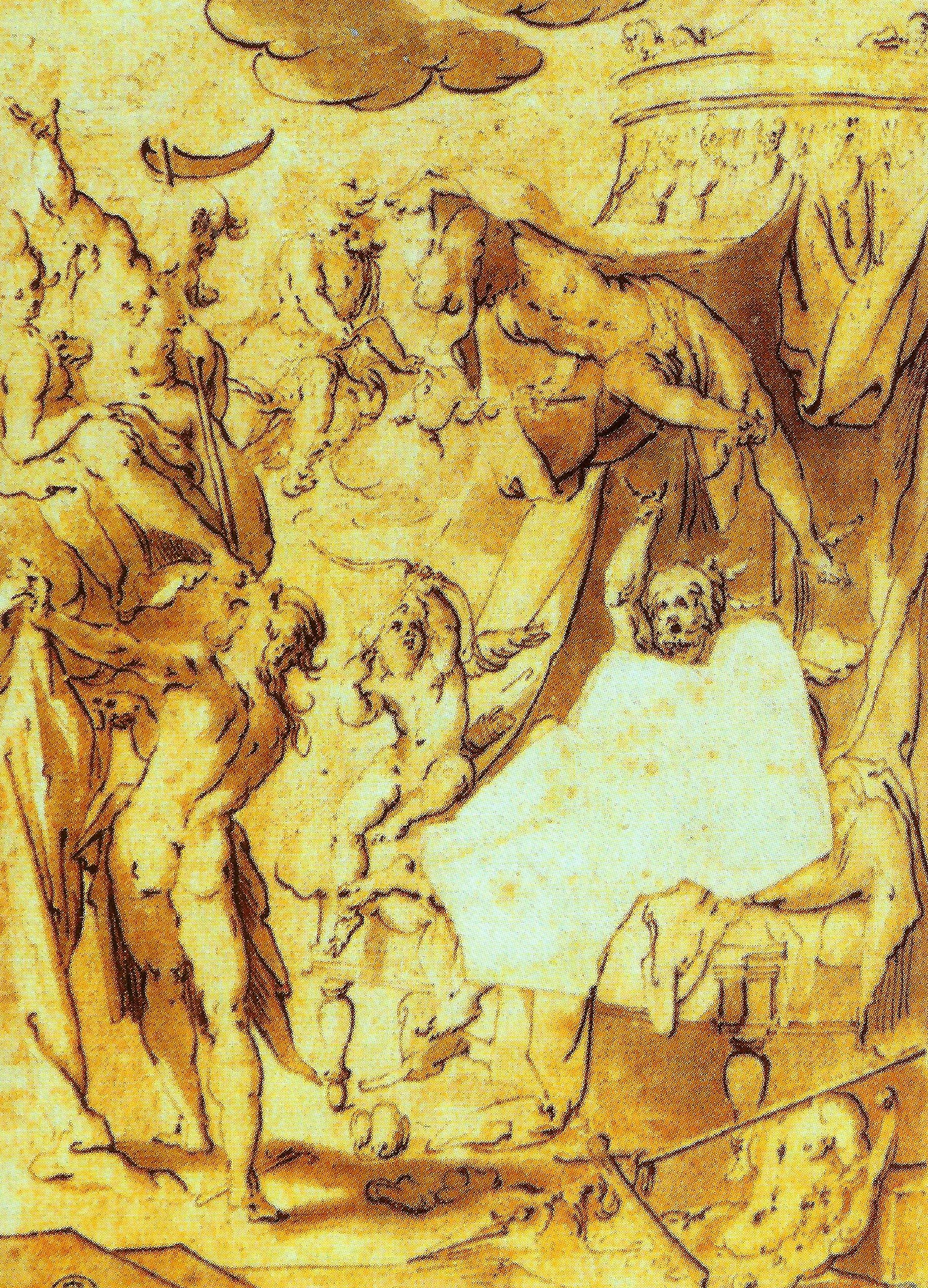
Beschadigde (gecensureerde?) pentekening van Venus en Mars verrast door Vulcanus, ca. 1601, Uffizi, Florence
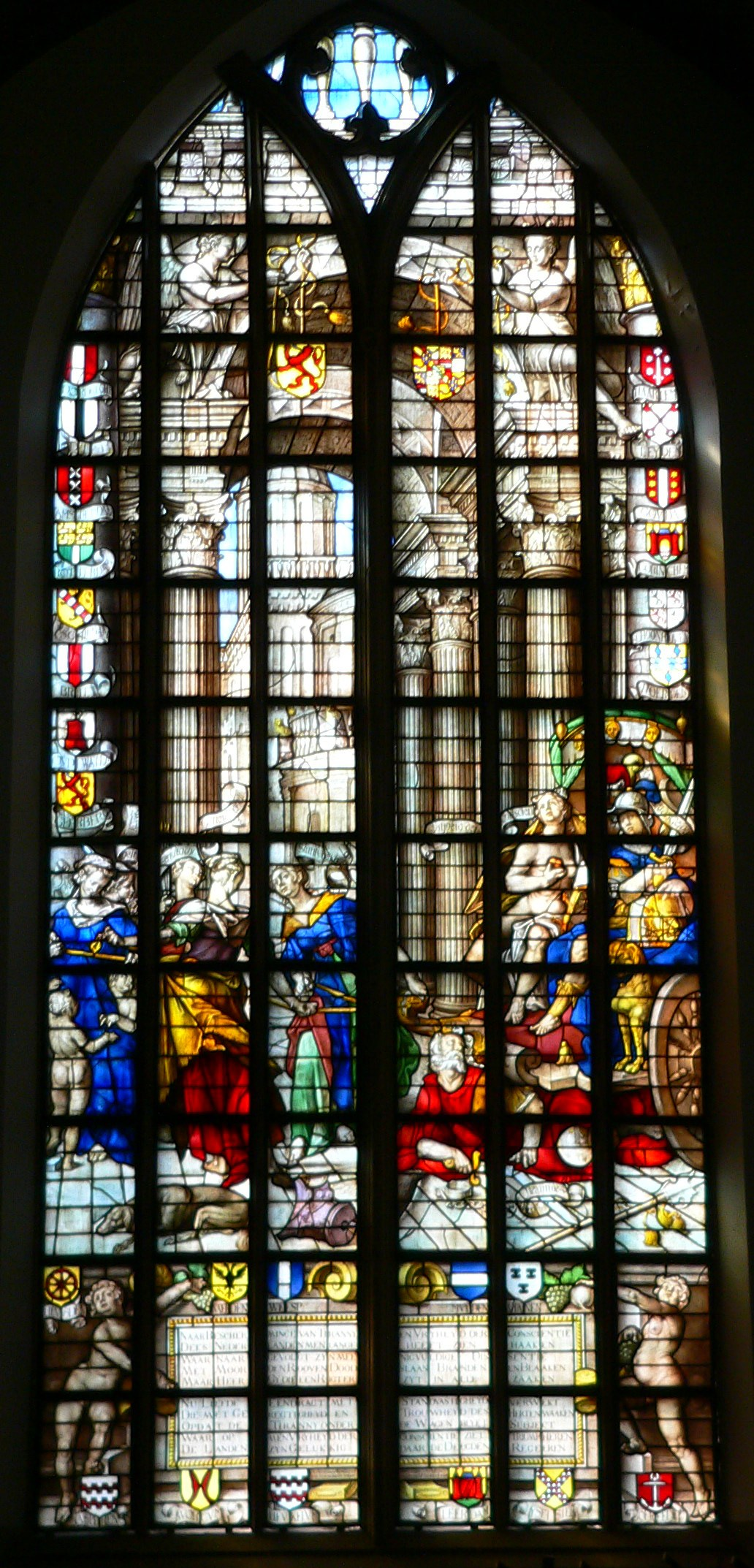
Het glas ontworpen door Wtewael en geschilderd door De Vrije
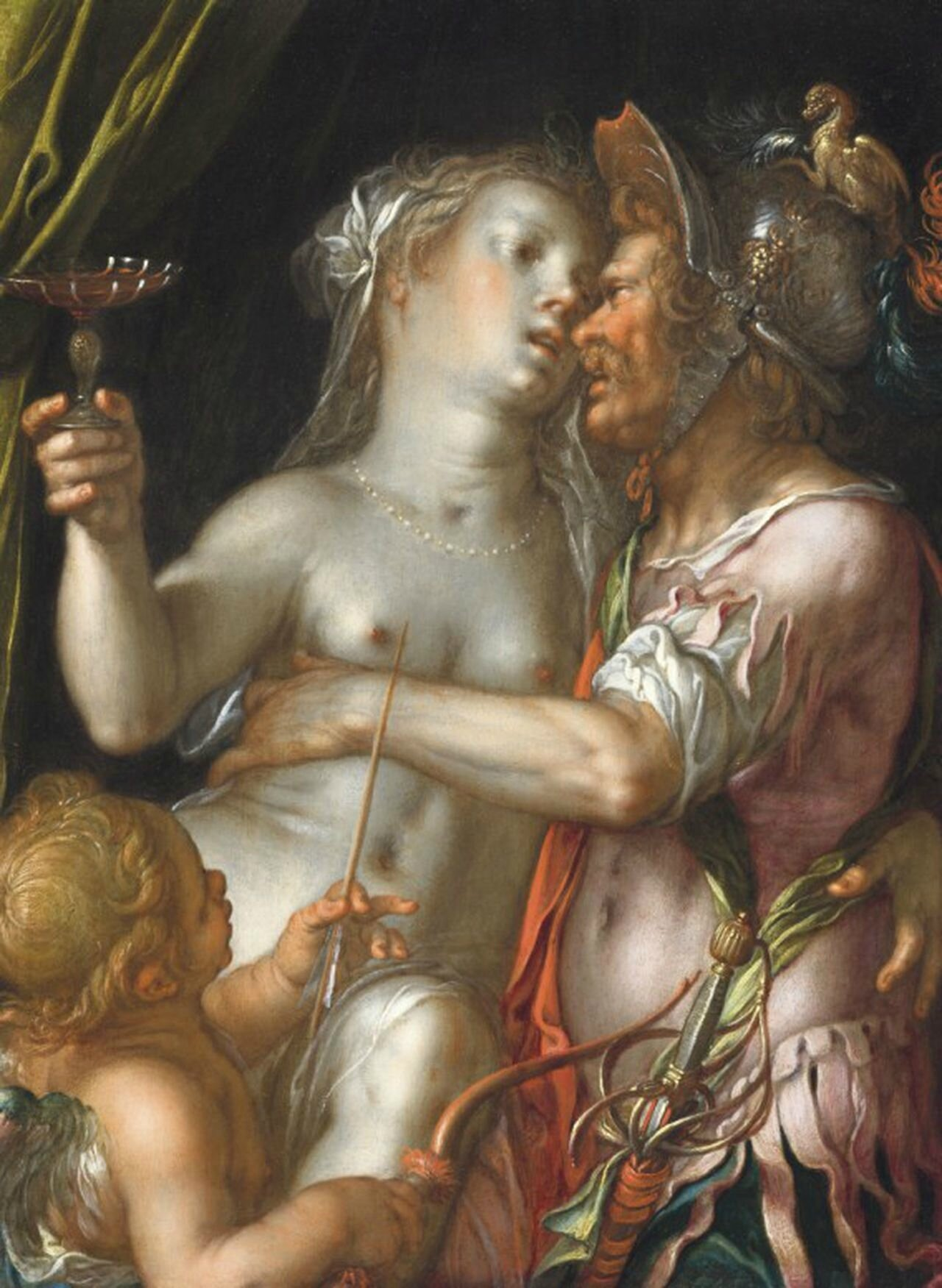
Venus, Mars en Cupido, ca. 1610